# Hervormde kerk (Sleeuwijk)

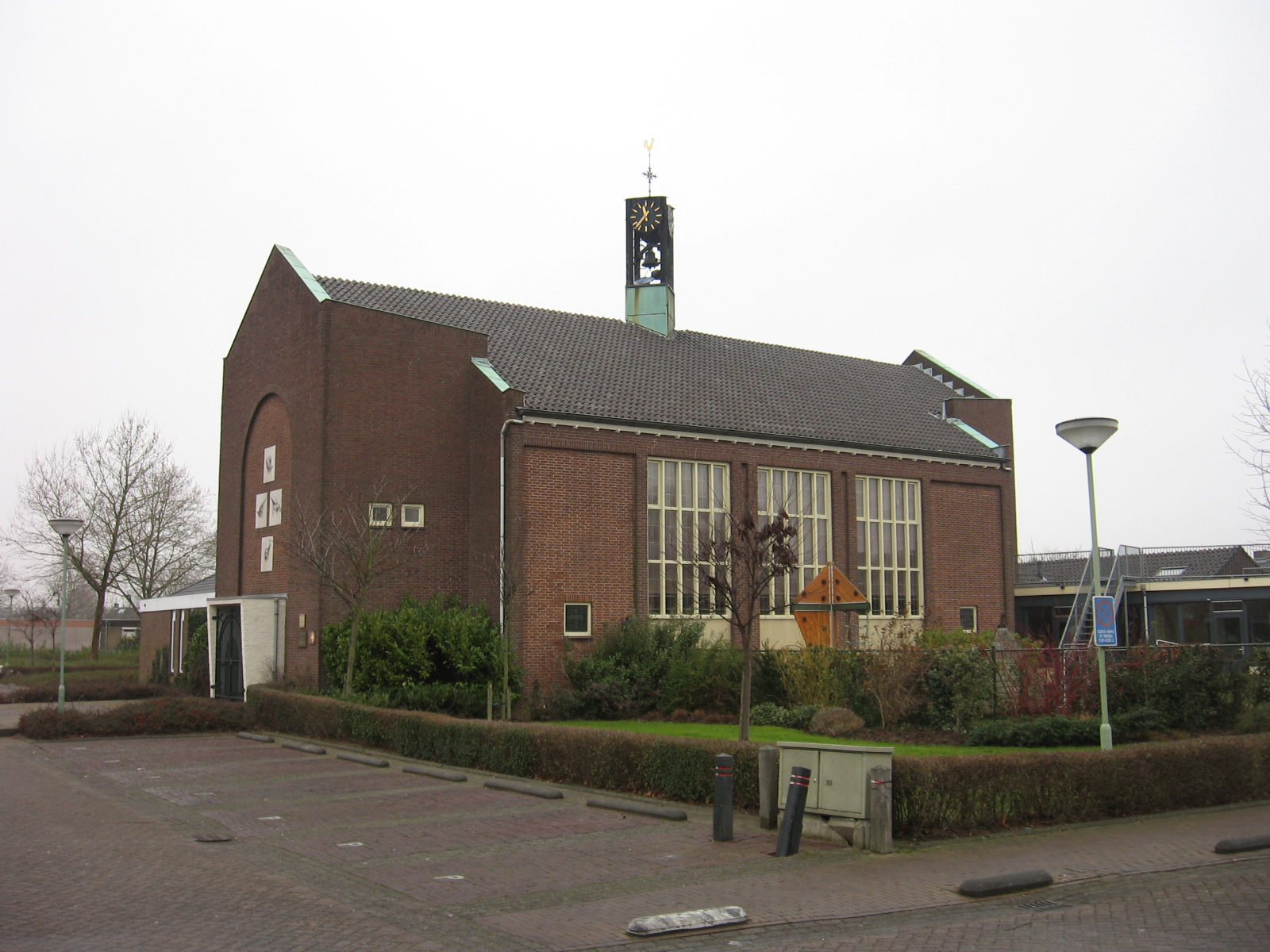
Hervormde kerk

De Hervormde kerk is een protestants kerkgebouw in de tot de Noord-Brabantse gemeente Altena behorende plaats Sleeuwijk, gelegen aan de Esdoornlaan 32.

## Geschiedenis
Vanouds kerkten de hervormden in het Oude kerkje. Dit werd echter te klein. In 1957 werd daarom een nieuwe kerk gebouwd naar ontwerp van architecten Van Donkelaar, Bodegraven en Vroman.

## Gebouw
Het betreft een hoge, bakstenen kerk onder zadeldak, gebouwd in de stijl van het traditionalisme. Op het dak bevindt zich een open klokkentoren met tevens een uurwerk.
Het orgel werd gebouwd in 1975 door de firma Verschueren.